# Bajo Boquete
Pour les articles homonymes, voir Boquete.
Bajo Boquete est un corregimiento du district de Boquete, dans la province de Chiriquí, au Panama.
Boquete est une petite ville de montagne. En raison de son élévation, à 1 200 mètres d'altitude, son climat est plus frais que celui des basses terres. Son emplacement pittoresque, sa température et son environnement naturel la rendent populaire auprès des Panaméens et attirent des routards et des retraités, notamment des États-Unis ou du Canada, séduits par le  relativement bas coût de la 
vie. La localité est réputée pour la qualité de son café et ses cultures de fleurs.

## Histoire
Pendant la colonisation espagnole, la région a été le refuge des amérindiens et des Mosquitos. Boquete a été fondée le 20 janvier 1911 par des émigrants suisses, yougoslaves et allemands. Elle a donc l'allure d'un gros village européen. À quelques kilomètres se trouve le territoire des indigènes ngäbe qui vivent dans la zone frontalière avec le Costa Rica.

## Toponymie
Le nom du Bajo Boquete est lié à la brèche que les premiers agriculteurs ont ouverte dans la vallée.

## Géographie
Bajo Boquete se caractérise par le fait qu'il s'agit d'une vallée entourée de montagnes et traversée par une rivière (río) appelée Caldera. Elle possède également d'autres sources d'eau telles que : El Emporio, Aserrio, Agustín, entre autres.

## Démographie
Elle comptait 4 493 habitants en 2010 (19 000, si l'on prend en compte Alto Boquete et les autres quartiers décentrés), répartis dans 980 maisons, pour une superficie de 18,2 km2, soit une densité de 250 habitants/km2. L'altitude est de 1 131 mètres.

## Économie
À Bajo Boquete se trouvent les principales autorités du district, l'hôpital, le service des incendies, le commissariat, la bibliothèque, les hôtels, les supermarchés, les épiceries, les pharmacies, les banques, les coopératives, entre autres entreprises.

### Tourisme
L'Office du tourisme de Boquete est situé avant l'entrée de la ville, à Alto Boquete. Il offre une vue panoramique sur la vallée.

## Disparitions de touristes
Le Britannique Alex Humphrey, 29 ans, est disparu près de Boquete le 14 août 2009 et n'a jamais été retrouvé,. Par ailleurs, deux jeunes Néerlandaises y sont mortes en 2014.